# Матчи сборной России по футболу 1994
| Все матчи в 1994 году |                       |     |
| Тов.                  | США — Россия          | 1:1 |
| Тов.                  | Мексика — Россия      | 1:4 |
| Тов.                  | Ирландия — Россия     | 0:0 |
| Тов.                  | Турция — Россия       | 0:1 |
| Тов.                  | Россия — Словакия     | 2:1 |
| ЧМ-94                 | Бразилия — Россия     | 2:0 |
| ЧМ-94                 | Швеция — Россия       | 3:1 |
| ЧМ-94                 | Камерун — Россия      | 1:6 |
| Тов.(неоф.)           | Россия — Сборная мира | 2:1 |
| Тов.                  | Австрия — Россия      | 0:3 |
| Тов.                  | Россия — Германия     | 0:1 |
| Отб. к ЧЕ-96          | Россия — Сан-Марино   | 4:0 |
| Отб. к ЧЕ-96          | Шотландия — Россия    | 1:1 |
| Итого в 1994 году     |                       |     |
| И В Н П М             |                       |     |
| 13 7 3 25−12          |                       |     |

Товарищеский матч
| 29 января 1994 | \| США \| 1:1 (0:0) \| Россия \| \| Лалас 86′ \| Голы \| Радченко 52′ \| | Стадион: «Кингдоум», Сиэтл Зрителей: 43 700 Судья: Р. Соутелл |
| США: Меола, Армстронг, Лэппер, Лалас, Эйгус, Бёрнс, Дули (Куинн, 74'), Хендерсон, Джоунз (Чанг, 83'), Киннир, Мур. Россия: Хапов, Горлукович, Галямин, Дм. Попов, Д. Кузнецов (Дм. Черышев, 74'), Тетрадзе, Татарчук (Тедеев, 57'), Корнеев (Рахимов, 83'), Саленко, Бородюк (к), Радченко. Главный тренер: Павел Садырин. Предупреждения: Д. Кузнецов, Корнеев, Рахимов. |                                                                          |                                                               |
| США | 1:1 (0:0)                                                                | Россия                                                        |
| Лалас 86′ | Голы                                                                     | Радченко 52′                                                  |

Товарищеский матч
| 2 февраля 1994 | \| Мексика \| 1:4 (1:3) \| Россия \| \| Гарсия Аспе 26′ (пен.) \| Голы \| Бородюк 4′, 45′, 56′ · Радченко 38′ \| | Стадион: «Окленд Колизеум», Окленд, США Зрителей: 18 162 Судья: Б. Холл |
| Мексика: Кампос, Суарес, Рамирес Пералес, Амбрис, Рамирес (Эспанья, 68'), Берналь (Канту, 73'), Родригес (Патиньо, 64'), Гарсия Аспе (Эррера, 46'), Сальвадор, Дель Ольмо, Дуран. Россия: Хапов, Горлукович, Галямин, Дм. Попов (Подпалый, 79'), Д. Кузнецов, Тетрадзе, Корнеев, Тедеев (Дм. Черышев, 70'), Саленко, Бородюк (к), Радченко (Татарчук, 85'). Главный тренер: Павел Садырин. | |                                                                         |
| Мексика | 1:4 (1:3) | Россия                                                                  |
| Гарсия Аспе 26′ (пен.) | Голы | Бородюк 4′, 45′, 56′ · Радченко 38′                                     |

Товарищеский матч
| 23 марта 1994 | \| Ирландия \| 0:0 \| Россия \| | Стадион: «Лэнсдаун Роуд», Дублин Зрителей: 36 000 Судья: Кристер Фэлльстрём |
| Ирландия: Боннер (А. Келли, 46'), Г. Келли, Макголдрик, Бэбб, Кэри, Р. Уилан, Макатир, О'Брайен, Каскарино, Д. Келли (Койн, 65'), Маклафлин. Россия: Харин, Горлукович, Рахимов, Ковтун, Тетрадзе, И. Корнеев (Дм. Черышев, 58'), Дм. Попов, Д. Кузнецов, Саленко, Бородюк (к), Радченко (Косолапов, 87'). Главный тренер: Павел Садырин. Предупреждение: Д. Кузнецов. |                                 |                                                                             |
| Ирландия | 0:0                             | Россия                                                                      |

Товарищеский матч
| 20 апреля 1994 | \| Турция \| 0:1 (0:1) \| Россия \| \| \| Голы \| Радченко 10′ \| | Стадион: «Кемаль Ататюрк», Бурса Зрителей: 28 000 Судья: Адриан Порумбою |
| Турция: Энгин, Реджеп, Б. Бюлент (Фети, 84'), Гёкхан, Али, Огюн (Ибрахим, 69'), Осман (К. Бюлент, 64'), Эргун, Эртугрул, Абдулла, Орхан. Россия: Харин, Галямин, Никифоров (Татарчук, 81'), Цымбаларь, Горлукович, Тернавский, Д. Кузнецов, Дм. Попов, Бородюк (к) (Бесчастных, 60'), Юран (Онопко, 46'), Радченко (Ледяхов, 87'). Главный тренер: Павел Садырин. Предупреждения: Юран, Галямин, Никифоров, Радченко, Б. Бюлент. |                                                                   |                                                                          |
| Турция | 0:1 (0:1)                                                         | Россия                                                                   |
| | Голы                                                              | Радченко 10′                                                             |

Товарищеский матч
| 29 мая 1994 | \| Россия \| 2:1 (0:1) \| Словакия \| \| Пятницкий 49′ · Цымбаларь 59′ \| Голы \| Титтел 34′ \| | Стадион: «Лужники», Москва Зрителей: 8 000 Судья: Вадим Жук |
| Россия: Харин (к), Галямин, Онопко, Никифоров, Д. Кузнецов, Тернавский, Пятницкий, Цымбаларь, Саленко, Мостовой, Радченко. Главный тренер: Павел Садырин. Словакия: Молнар, Ступала (Обшитник, 45'), Врто, Глонек, Киндер, Титтел, Вайсс, Моравец (Фибер, 46'), Фактор, Звара, Руснак (Дыня, 77'). Предупреждения: Цымбаларь, Звара, Руснак. |                                                                                                 |                                                             |
| Россия | 2:1 (0:1)                                                                                       | Словакия                                                    |
| Пятницкий 49′ · Цымбаларь 59′ | Голы                                                                                            | Титтел 34′                                                  |

XV чемпионат мира. Матч группы B
| 20 июня 1994 | \| Бразилия \| 2:0 (1:0) \| Россия \| \| Ромарио 27′ · Раи 54′ (пен.) \| Голы \| \| | Стадион: «Стэнфорд», Сан-Франциско, США Зрителей: 81 061 Судья: Ан-Ян Лим Ки Чон |
| Бразилия: Таффарел, Жоржиньо, Рикардо Роша (Алдаир, 74'), Марсио Сантос, Леонардо, Дунга (Мазиньо, 85'), Мауро Силва, Раи, Зиньо, Бебето, Ромарио. Россия: Харин (к), Никифоров, Горлукович, Хлестов, Д. Кузнецов, Тернавский, Пятницкий, Карпин, Цымбаларь, Юран (Саленко, 56'), Радченко (Бородюк, 76'). Главный тренер: Павел Садырин. Предупреждения: Никифоров (61'), Хлестов (65'), Цымбаларь (78'). |                                                                                     |                                                                                  |
| Бразилия | 2:0 (1:0)                                                                           | Россия                                                                           |
| Ромарио 27′ · Раи 54′ (пен.) | Голы                                                                                |                                                                                  |

XV чемпионат мира. Матч группы B
| 24 июня 1994 | \| Швеция \| 3:1 (1:1) \| Россия \| \| Бролин 39′ (пен.) · Далин 69′, 82′ \| Голы \| Саленко 5′ (пен.) \| | Стадион: «Понтиак Силвердоум», Детройт, США Зрителей: 71 528 Судья: Жоэль Кинью |
| Швеция: Равелли, Р. Нильссон, П. Андерссон, Й. Бьёрклунд (Эрлингмарк, 87'), Юнг, Шварц, Ингессон, Терн, Кеннет Андерссон (Х. Ларссон, 82'), Далин, Бролин. Россия: Харин (к), Горлукович, Никифоров, Д. Кузнецов, Хлестов, Дм. Попов (Карпин, 40'), Онопко, Мостовой, Бородюк (Галямин, 50'), Саленко, Радченко. Главный тренер: Павел Садырин. Предупреждения: Горлукович (1'), Харин (34'), Кеннет Андерссон (41'), Шварц (51'), Далин (58'). Удаление: Горлукович (49', повторное предупреждение). | |                                                                                 |
| Швеция | 3:1 (1:1)                                                                                                 | Россия                                                                          |
| Бролин 39′ (пен.) · Далин 69′, 82′ | Голы | Саленко 5′ (пен.)                                                               |

XV чемпионат мира. Матч группы B
| 28 июня 1994 | \| Камерун \| 1:6 (0:3) \| Россия \| \| Милла 47′ \| Голы \| Саленко 16′, 41′, 45′ (пен.), 73′, 75′ · Радченко 82′ \| | Стадион: «Стэнфорд», Сан-Франциско, США Зрителей: 74 914 Судья: Джамаль Аш-Шариф |
| Камерун: Сонго'о, Кана-Бийик, Татав, Агбо, Либих, Н'Дип-Акем, Омам-Бийик, М'Феде (Милла, 46'), Калла, Фоэ, Эмбе (Чами, 48'). Россия: Черчесов, Хлестов, Никифоров, Тернавский, Онопко (к), Цымбаларь, Тетрадзе, Корнеев (Радченко, 65'), Карпин, Ледяхов (Бесчастных, 77'), Саленко. Главный тренер: Павел Садырин. Предупреждения: Кана-Бийик (12'), Сонго'о (44'), Карпин (57'), Хлестов (87'), Никифоров (90'). | |                                                                                  |
| Камерун | 1:6 (0:3) | Россия                                                                           |
| Милла 47′ | Голы | Саленко 16′, 41′, 45′ (пен.), 73′, 75′ · Радченко 82′                            |

Товарищеский матч (неофициальный)
| 7 августа 1994 | \| Россия \| 2:1 (1:0) \| Сборная мира \| \| Тетрадзе 22′ · Радимов 87′ \| Голы \| Генчев 49′ \| | Стадион: имени Кирова, Санкт-Петербург Зрителей: 78 000 Судья: Вадим Жук |
| Россия: Хапов, Хлестов, Мамедов (Тернавский, 55'), Никифоров, Рахимов (Косолапов, 78'), Цымбаларь, Есипов (Радимов, 63'), Нидергаус (Евдокимов, 46'), Пятницкий, Тетрадзе, Симутенков. Сборная мира: Шумахер (Лунг, 46'), Клингер (Саленко, 73'), Вегерле, Божович, Бонек, Радченко (Генчев, 46'), Арашкевич, Андерссон, Саленко (Радченко, 60'), Детари, Генчев (Огуз, 32'). Предупреждение: Бонек. |                                                                                                  |                                                                          |
| Россия | 2:1 (1:0)                                                                                        | Сборная мира                                                             |
| Тетрадзе 22′ · Радимов 87′ | Голы                                                                                             | Генчев 49′                                                               |

Товарищеский матч
| 17 августа 1994 | \| Австрия \| 0:3 (0:1) \| Россия \| \| \| Голы \| Бесчастных 42′ · Никифоров 52′ · Симутенков 82′ (пен.) \| | Стадион: «Вёртерзее», Клагенфурт Зрителей: 11 000 Судья: Василис Никакис |
| Австрия: Вольфарт (Конрад, 46'), Айгнер (Шёттель, 72'), Лайнер, Пфеффер, Коглер, Файерзингер, Шахнер (Черны, 17'), Хюттер, Хазенхютль (Ветль, 83'), Херцог (Просеник, 57'), Штёгер (Флёгель, 57'). Россия: Черчесов (Харин, 46'), Р. Мамедов, Тернавский (Кульков, 59'), Цымбаларь, Рахимов (Радимов, 46'), Никифоров, Онопко (к), Есипов (Мандреко, 46'), Бесчастных, Тетрадзе (Косолапов, 83'), Симутенков (Нидергаус, 83'). Главный тренер: Олег Романцев. Предупреждения: Бесчастных, Лайнер, Пфеффер, Тетрадзе, Файерзингер, Рахимов. | |                                                                          |
| Австрия | 0:3 (0:1) | Россия                                                                   |
| | Голы | Бесчастных 42′ · Никифоров 52′ · Симутенков 82′ (пен.)                   |

Товарищеский матч
| 7 сентября 1994 | \| Россия \| 0:1 (0:1) \| Германия \| \| \| Голы \| Кунц 7′ \| | Стадион: «Лужники», Москва Зрителей: 40 000 Судья: Пётр Вернер |
| Россия: Черчесов, Р. Мамедов, Кульков, Цымбаларь, Шалимов (Тетрадзе, 46'), Никифоров, Онопко (к), Канчельскис (Карпин, 46'), Пятницкий, Колыванов (Радченко, 46'), Кирьяков. Главный тренер: Олег Романцев. Германия: Кёпке, Штрунц, Вебер, Колер, Хельмер, Баслер (Мёллер, 65'), Айльтс, Хесслер, Клинсманн, Маттеус, Кунц (Ридле, 79'). Предупреждение: Хельмер. |                                                                |                                                                |
| Россия | 0:1 (0:1)                                                      | Германия                                                       |
| | Голы                                                           | Кунц 7′                                                        |

Отборочная стадия X чемпионата Европы. Матч группы 8
| 12 октября 1994 | \| Россия \| 4:0 (1:0) \| Сан-Марино \| \| Карпин 43′ · Колыванов 64′ · Никифоров 65′ · Радченко 67′ \| Голы \| \| | Стадион: «Лужники», Москва Зрителей: 10 000 Судья: Ален Хамер |
| Россия: Черчесов, Кульков (Тетрадзе, 62'), Никифоров, Цымбаларь (Колыванов, 55'), Шалимов, Карпин, Онопко (к), Канчельскис, Радченко, Пятницкий, Кирьяков. Главный тренер: Олег Романцев. Сан-Марино: Бенедеттини, Гобби, Дженнари, Мацца, Валентини, Гуэрра (Делла Валле, 22'), Мандзаролли, Маттеони, Баччокки, Бонини (Канти, 68'), Франчини. Предупреждения: Валентини (31'), Делла Валле (78'), Мацца (82'). | |                                                               |
| Россия | 4:0 (1:0) | Сан-Марино                                                    |
| Карпин 43′ · Колыванов 64′ · Никифоров 65′ · Радченко 67′ | Голы |                                                               |

Отборочная стадия X чемпионата Европы. Матч группы 8
| 16 ноября 1994 | \| Шотландия \| 1:1 (1:1) \| Россия \| \| Бут 20′ \| Голы \| Радченко 25′ \| | Стадион: «Хэмпден Парк», Глазго Зрителей: 31 254 Судья: Бу Карлссон |
| Шотландия: Горам, Маккимми, Бойд, Макколл, Макларен, Ливейн, Бут, Маккинли (Невин, 82'), Макгинли (Спенсер, 65'), Макаллистер, Коллинз. Россия: Черчесов, Кульков, Никифоров, Горлукович, Шалимов, Карпин, Онопко (к), Канчельскис, Пятницкий (Тетрадзе, 75'), Радченко, Радимов. Главный тренер: Олег Романцев. |                                                                              |                                                                     |
| Шотландия | 1:1 (1:1)                                                                    | Россия                                                              |
| Бут 20′ | Голы                                                                         | Радченко 25′                                                        |

## Авторы забитых мячей
6 мячей
- Олег Саленко
- Дмитрий Радченко

3 мяча
- Александр Бородюк

2 мяча
- Юрий Никифоров

1 мяч
- Андрей Пятницкий
- Илья Цымбаларь
- Владимир Бесчастных
- Игорь Симутенков
- Валерий Карпин
- Игорь Колыванов

## Авторы пропущенных мячей
2 мяча
- Мартин Далин

1 мяч
- Раи
- Ромарио
- Штефан Кунц
- Роже Милла
- Альберто Гарсия Аспе
- Душан Титтел
- Алекси Лалас
- Томас Бролин
- Скотт Бут